# Stazione di Bari Santa Rita
La stazione di Bari Santa Rita è una stazione ferroviaria di Bari, posta sulla ferrovia Bari-Bitritto. È gestita da Rete Ferroviaria Italiana (RFI).

## Storia
La stazione è stata attivata il 30 dicembre 2023, mentre il servizio commerciale da parte di Trenitalia è iniziato l'8 gennaio 2024.

## Strutture e impianti
La stazione è dotata di due binari. Dispone di un sottopassaggio, due ascensori e sala di attesa per i viaggiatori.

## Servizi
La stazione è priva di biglietteria self service.
La stazione dispone di:
- Sala d'attesa
- Servizi igienici
- Parcheggio di scambio
- Accessibilità per portatori di handicap